# 2004 videójátékai

## Események/Megjelent játékok
- március 15. – Unreal Tournament 2004
- március 18. – The Legend of Zelda: Four Swords Adventures (Nintendo GameCube)
- március 26. – Nemesis of the Roman Empire
- április 27.[1] – Beyond Divinity
- június 11. – Red Dead Revolver
- június 17. – Silent Hill 4: The Room
- augusztus 3. – Doom 3
- szeptember 14. – The Sims 2
- szeptember 22. – Fullmetal Alchemist 2: Curse of the Crimson Elixir
- szeptember 22. – Rome: Total War
- október 8. – Tony Hawk's Underground 2
- október 13. – Incadia (Microsoft Windows)
- október 25. – Grand Theft Auto: San Andreas (PlayStation 2)
- november 4. – The Legend of Zelda: The Minish Cap (Game Boy Advance)
- november 16. – Half-Life 2
- november 23. – World of Warcraft
- Call of Duty: United Offensive
- Counter-Strike: Condition Zero
- FIFA 2005
- Need for Speed: Underground 2
- The Lords of the Rings:The Battle for Middle-Earth
- Tom Clancy's Ghost Recon 2